# Nathanael Ackerman

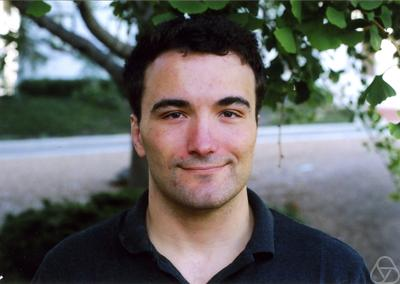
Nathanael Ackerman

Nathanael (Nate) Leedom Ackerman (* 4. März 1978 in New York City) ist ein britisch-amerikanischer Freistilringer.
Ackerman wurde als Sohn der Schriftstellerin Joanne Leedom-Ackerman und des Geschäftsmanns Peter Ackerman geboren. Im ersten Lebensjahr zog seine Familie mit ihm nach Los Angeles. 1990 siedelte er nach London über und schloss dort an der American School in London die Schule ab. Dort begann Ackerman auch zu ringen.
1995 nahm er ein Mathematikstudium an der Harvard University auf und schloss es im Juni 2000 magna cum laude ab. Im Anschluss daran wechselte er an das Massachusetts Institute of Technology, um dort seinen PhD in Mathematik zu erlangen.
Ackerman nahm 1998 neben der US-amerikanischen auch die britische Staatsangehörigkeit an. 1999 startete er erstmals für Großbritannien bei der Freistilweltmeisterschaft in Ankara und wurde 16. Er nahm auch an den Weltmeisterschaften 2001, 2002, und 2003 sowie an den Commonwealth Games 2002 in Manchester teil. 2002 und 2004 wurde er Britischer Meister in seiner Gewichtsklasse.
2004 nahm Ackerman in Athen erstmals an Olympischen Spielen teil. Dort schied er in der Klasse bis 74 Kilogramm nach zwei Niederlagen gegen den Armenier Arajik Geworgjan und den späteren Silbermedaillengewinner Gennadi Lalijew aus Kasachstan bereits nach der Poolphase aus und belegte am Ende Rang 19.